# Samuel F. B. Morse
Samuel Finley Breese Morse [mórs] (27. dubna 1791, Charlestown, Massachusetts, USA – 2. dubna 1872, New York, New York, USA) byl americký sochař, malíř a vynálezce. Vyvinul první prakticky použitelný elektrický telegraf a v něm využívanou morseovu abecedu, čímž se zasloužil o výrazný rozvoj telegrafické komunikace v devatenáctém století.

## Život a dílo

### Raná léta

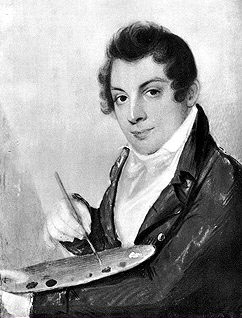
Morse jako mladík (autoportrét)

Samuel F. B. Morse se narodil v Charlestownu, v Massachusetts jako první dítě zeměpisce a pastora Jedidiaha Morseho a jeho manželky Elizabeth Ann Bresseové Morseové. Poté, co navštěvoval akademii Phillips jako dítě, začal ve svých 14 letech navštěvovat vysokou školu. Tak aktivně se věnoval umění, až ho nakonec přijal za svého žáka vlivný americký malíř Washington Allston. Krátce studoval i na univerzitě Yale, několikrát se zúčastnil přednášek o elektřině od Benjamina Sillimana a Jeremiaha Daya. V té době živilo mladého Morse převážně malování portrétů a když v roce 1810 vystudoval na univerzitě Yale, odjel se svým učitelem Allstonem na studium umění do Anglie.
Morseova nezkrotitelná dychtivost něco nového vynalézat ho nakonec přivedla k jeho prvnímu vynálezu – tzv. mramorové brázdičce, která mohla vytesat tři rozměrné sochy z mramoru nebo z kamene v poměrně dosti menším časovém úseku. Tento vynález si však Morse nemohl patentovat, jelikož si podobný vynález patentoval Thomas Blanchard.

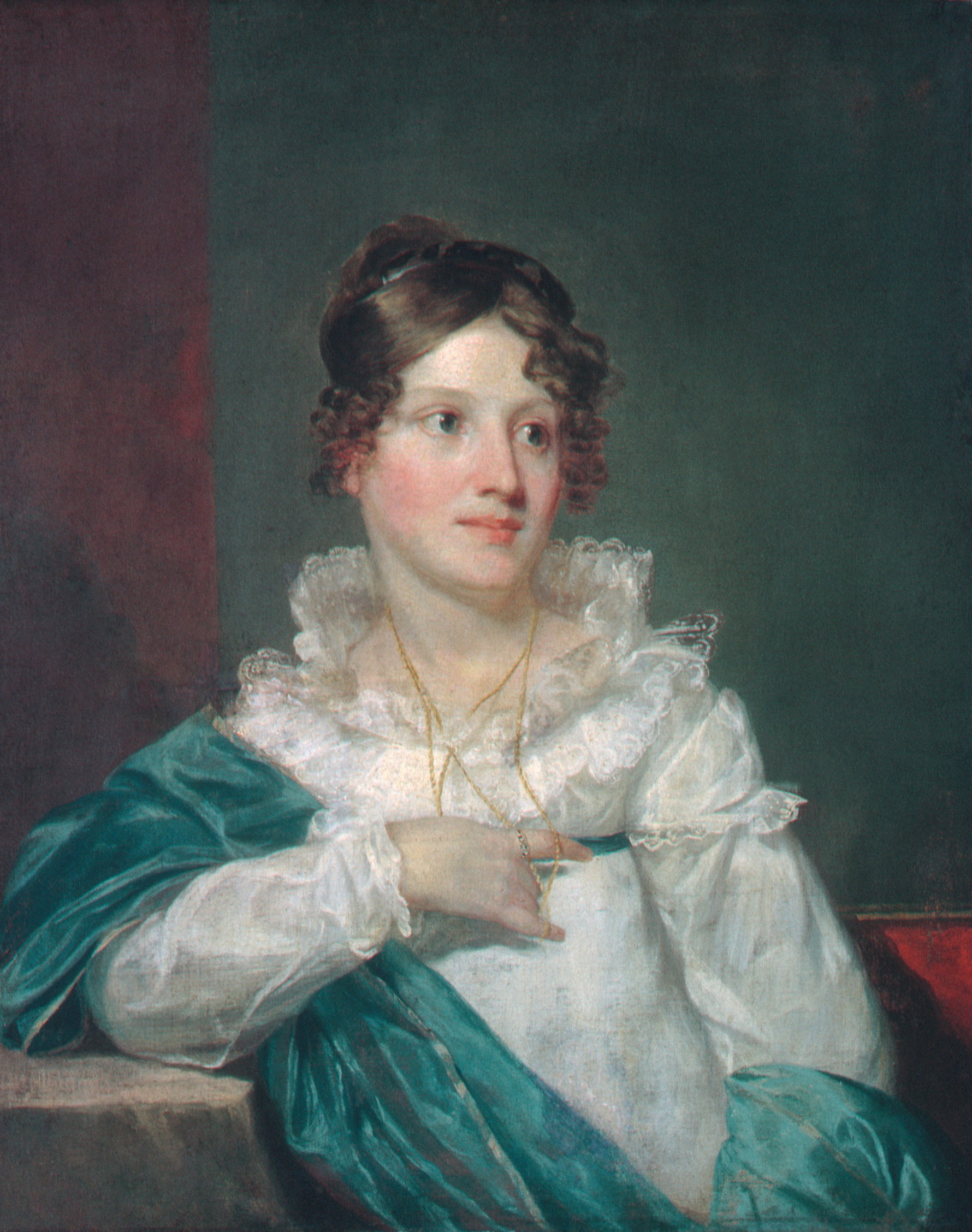
Portrét paní Daniel de Saussure Bacotové od Samuela Morse (po r. 1830)

Nakonec se však Morse rozhodl věnovat svůj čas na vynalézání nového telegrafu. K tomuto kroku ho přiměl i John Quincy Adams, který mu stále opakoval, že se jako malíř dlouhodobě neuživí.

### Zralá léta

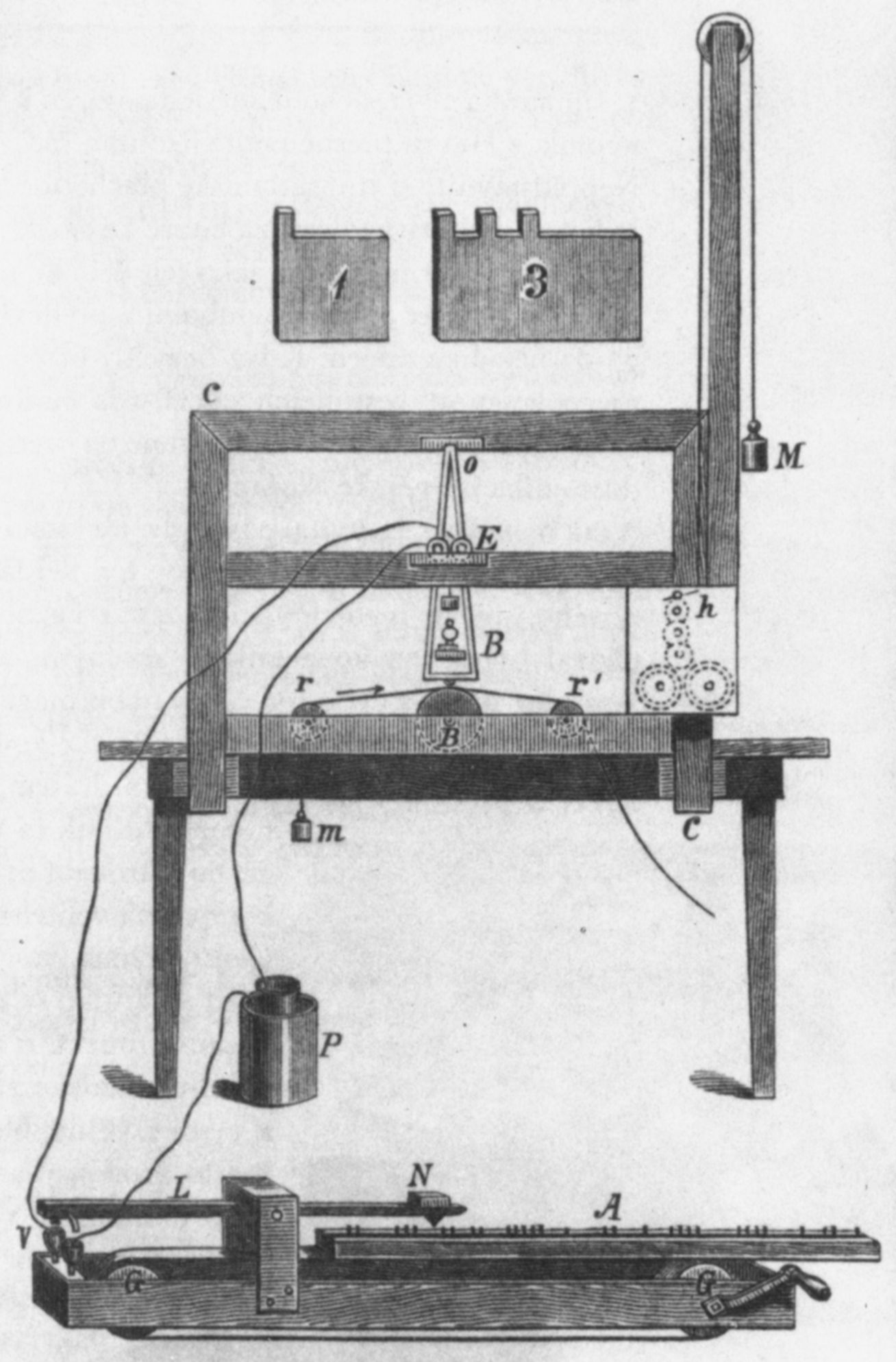
Originální Morseův telegraf

obdržel dopis, ve kterém mu jeho otec psal, že je jeho manželka Lucretia vážně nemocná. Tehdy byla pošta doručována ještě pomocí doručovatelů na koních, což bylo hodně pomalé. Ihned se vydal do svého domu v Connecticutu. Když přijel, byla jeho manželka nejen po smrti, ale dokonce ji již pohřbili. Morse byl zdrcený z toho, že nedostal zprávu o nemoci své ženy dříve a nemohl se s ní alespoň rozloučit natolik, až přesunul pozornost od své umělecké kariéry k hledání způsobu rychlé komunikace na velké vzdálenosti. Výsledkem jeho snažení byl vynález telegrafu. 
V roce 1830, při svých studiích v Římě se setkal se svým vlivným kolegou dánským sochařem Bertelem Thorvaldsenem, s kterým se stali doživotní přátelé, stále si dopisovali a Morse se mu několikrát svěřil se svými objevy. Svůj sen zhotovit elektromagnetickou telegrafii a novou abecedu si začal splňovat od začátku podzimu v roce 1835, kdy se snažil sestavit telegrafické nahrávky na kotouč papíru. Na začátku roku 1836 sestavil jeho telegrafické nahrávky při rozhovoru s doktorem Leonardem Galem. Další, podobný a neúspěšný pokus také následoval v roce 1836.
Téhož roku dokončil Morse svůj první prototyp telegrafu. Ten využíval jeden článek baterie a jednoduchý elektromagnet. Tento prototyp fungoval jen na krátké vzdálenosti, asi 40 stop (12 metrů) nebo i méně. V zimě mezi lety 1836–1837 ukázal svůj prototyp Leonardovi Galeovi, profesorovi chemie na Newyorské univerzitě, který Morsea učil malířství. Ten navrhl Morseovi na novém vynálezu několik zlepšení a přinutil ho si pročíst jeho seznam doporučených zlepšení. Po provedení Galeových zlepšení byl prototyp schopný zaznamenat zprávu i na deset mil daleko. V září téhož roku osvědčil tento vynález i Alfred Vail, student na Newyorské univerzitě. I Vailův otec Stephen Vail, vynálezce, právník, vůdce společnosti a investor technologie měl na vynálezu velký podíl, jelikož financoval jeho nelevné uskutečnění.
V roce 1838 Morse změnil telegrafický kód. Od tohoto dne byl kód pojmenován po jeho vynálezci Morseovi a je dnes známý jako „Morseova abeceda“.
Od 24. ledna začal Morse přednášet o svém vynálezu na vysokých školách a 8. února 1838 Morse prvně přednášel o svém vynálezu před vědeckým výborem ve Franklinově ústavu ve Filadelfii, v Pensylvánii. 21. února představil Morse svůj vynález prezidentovi Martinu Van Burenovi, čímž si americkou vládu naklonil na svou stranu. Především F. O. J. Smitha Maineho, který se stal jeho celoživotním partnerem a který navrhl zákon v Kongresu, který ale neprošel. Soudní boje o tom, komu bude připsán patent vyvrcholily až v roce 1854 rozhodnutím Nejvyššího soudu USA, které ustanovilo Morseovi patentová práva.

### Pozdější léta
Při návštěvě Paříže v roce 1839 navštívil Morse Louise Daguerra a velmi se zajímal o jeho vynález daguerrotypie, jednoho z prvních typů fotografie. Morse napsal dopis s popisem tohoto vynálezu redaktorovi časopisu New-York Observer. Daguerrotypie se podobně jako telegraf později rozšířila do celého světa.
24. května 1844 poslal Morse první telegrafní zprávu z Washingtonu, D. C., svému asistentovi, Alfrédu Vailovi, který se nacházel v Baltimore, Marylandu. Zpráva zněla: „What hath God wrought“ a byl to úryvek z Bible (KJV Nu 23,23).
V roce 1850 navštívil Morse Kodaňské Thorvaldsenské muzeum. Setkal se i s králem Frederikem VII., kterému v roce 1830 projevil přání darovat mu jeho portrét. Jeho portrét patří dnes Markétě II. Dánské.
Samuel Finley Breese Morse zemřel v dubnu 1872 ve svém domě ve 22. ulici, v New Yorku, ve věku osmdesáti let a byl pohřben na hřbitově v Brooklynu v New Yorku.
Za svůj prvotřídní vynález získal Morse slávu, několik prestižních ocenění a vyznamenání. Jeho vynález se stal jedním z největších 19. století a Morse si poměrně rychle našel své místo v encyklopediích a především v amerických dějinách, ale jeho jméno je známé po celém světě.

## Muži pokroku

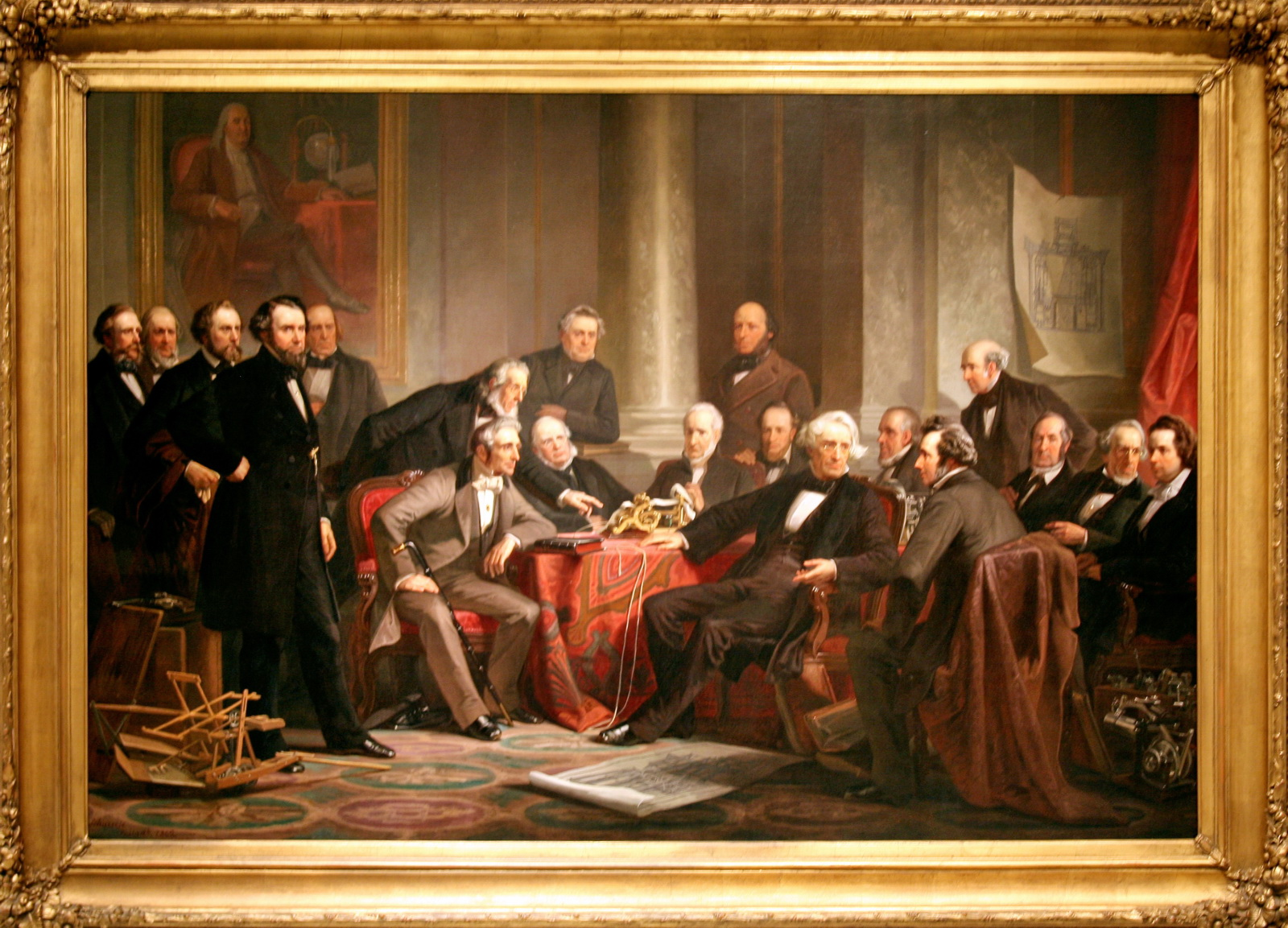
Christian Schussele: Muži pokroku (Men of Progress), olej na plátně, 128,3×190,5 cm, 1862

Roku 1862 namaloval Christian Schussele olejomalbu na plátně Muži pokroku (Men of Progress) velkou 128,3×190,5 cm, na které zpodobnil velké muže svého věku: William Thomas Green Morton, James Bogardus, Samuel Colt, Cyrus Hall McCormick, Joseph Saxton, Charles Goodyear, Peter Cooper, Jordan Lawrence Mott, Joseph Henry, Eliphalet Nott, John Ericsson, Frederick Sickels, Samuel F. B. Morse, Henry Burden, Richard March Hoe, Erastus Bigelow, Isaiah Jennings, Thomas Blanchard, Elias Howe.
V pozadí na zdi visí namalovaný portrét Benjamina Franklina.